# Arroyo Yacaré Chico
El arroyo Yacaré Chico, también denominado arroyo Yacaré Cururú Chico es un curso de agua uruguayo que recorre el departamento de Artigas. Nace en la cuchilla Yacaré Cururú y desemboca en el Arroyo Yacaré Grande. Pertenece a la cuenca del Plata.